# Jean-Charles Cantin
Pour les articles homonymes, voir Cantin (homonymie).
Jean-Charles Cantin (17 février 1918-5 février 2005) est un avocat et homme politique fédérale et municipal du Québec.

## Biographie
Né à Québec, M. Cantin entama sa carrière publique en servant comme conseiller municipal et maire de Cap-Rouge respectivement en 1949 et de 1951 à 1962.
Élu député du Parti libéral du Canada dans la circonscription fédérale de Québec-Sud en 1962, il fut réélu en 1963, 1965 et dans Louis-Hébert en 1968. Il ne se représenta pas en 1972.
Durant son passage à la Chambre des communes, il fut secrétaire parlementaire du ministre des Transports de 1963 à 1965, du ministre de la Justice et procureur général du Canada en 1965 et de 1968 à 1970 et du ministre du Commerce de 1966 à 1968. Il est également pendant cette période associé de Ross Goodwin dont le cabinet s'établira sur la rue de Bernières à Québec.

## Hommages
Une rue a été nommée en son honneur en 1989, dans la ville de Cap-Rouge maintenant présente dans la ville de Québec.